# Kertodeso
Kertodeso is een bestuurslaag in het regentschap Kebumen van de provincie Midden-Java, Indonesië. Kertodeso telt 3046 inwoners (volkstelling 2010).